# Горнодраглищка чешма
Чешмата паметник в Горно Драглище е военен паметник чешма в разложкото село. Построена е през 2013 година в памет на загиналите през войните български войници. 33 души загиват през Балканската, Междусъюзническата, Първата и Втората световна война, а един при специална мисия в Ирак.